# ジョン・フェルドマン
ジョン・ウィリアム・フェルドマン（John William Feldmann、1967年6月29日 - ）は、アメリカ合衆国のシンガーソングライター、音楽プロデューサーである。ポップ・パンク・バンドゴールドフィンガーのフロントマンで、ザ・ユーズドやパニック!アット・ザ・ディスコ等の主に若年層をターゲットにしたアーティストのプロデュースも手がけている。

## 人物
ソーシャル・ディストーションのアルバムに感銘を受け、13歳の頃から音楽活動を行っている。その後、1994年にパンクバンドゴールドフィンガーを結成し、多くのヒットアルバムを世に送り出した。
またプロデューサーとして参加した、ザ・ユーズドの2002年作『The Used』は全米で50万枚以上を売り上げ、ゴールドディスクを獲得し、彼のプロデューサーとしての地位を不動の物へとした、一大出世作である。
一方、ワーナー・ブラザース・レコードのA&Rとしても活躍しており、ザ・ユーズド、デストロイ・リビルド・アンティル・ゴッド・ショウズ、ストーリー・オブ・ザ・イヤー等は、彼が契約をしたバンドである。
近年では、日本のロックバンドONE OK ROCKの楽曲のミキシングも手掛けている。

## 主なプロデュース作品
- Vulnerable (The Usedによる、2012年のアルバム)
- Symphony Soldier (The Cabによる、2011年のアルバム)
- Attack Attack! Deluxe edition (Attack Attack!による、2011年のアルバム)
- Am I The Enemy (The Red Jumpsuit Apparatusによる、2011年のアルバム)
- Best Kind of Mess (Get Scaredによる、2011年のアルバム)
- Destroy Rebuild Until God Shows (D.R.U.G.S.による、2011年のアルバム)
- Vices & Virtues (Panic! at the Discoによる、2011年のアルバム)
- Hang-Ups (Goldfingerによる、1997年のアルバム)
- Goldfinger (Goldfingerによる、1996年のアルバム)